# Chitra vandijki
La Tortuga birmana de caparazón blando de cabeza estrecha (Chitra vandijki), llamada así en honor del biólogo Peter Paul van Dijk, es una tortuga del género Chitra que se encuentra en Birmania y Tailandia.